# Martyre des dix mille chrétiens
Le Martyre des dix mille chrétiens est un tableau d'huile sur bois d'Albrecht Dürer réalisé en 1508 et exposé aujourd'hui au Musée d'Histoire de l'art de Vienne en Autriche. Il s'agit d'une peinture religieuse de style renaissance nordique.

## Histoire
Cette œuvre a été commandée par Frédéric III de Saxe pour l'église de la Toussaint de Wittemberg. Frédéric III, qui était le mécène de Dürer depuis 1496, a choisi lui-même le sujet, possédant alors une collection de reliques dont certaines provenaient des dix mille martyrs.
Dürer avait traité du même sujet sur une xylographie, Le Martyre des dix mille, une dizaine d'années auparavant, mais a éliminé dans ce nouveau travail certains détails comme la torture d'Acace du mont Ararat montrant un homme lui crevant les yeux. À la place, le tableau représente l’évêque enchaîné devant un crucifié.
Cette œuvre fut abondamment mentionnée dans la correspondance entre l'artiste et Jakob Heller de Francfort. Dürer fut payé 280 florins pour ce travail.

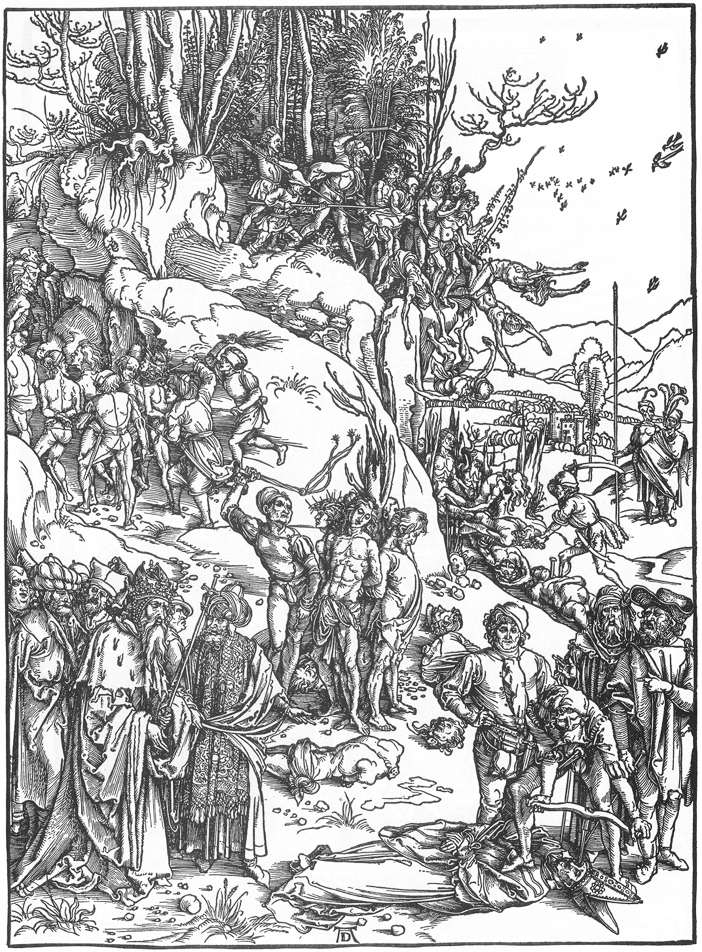
Xylographie du même thème.

## Description
Le tableau dépeint le martyre légendaire de dix mille soldats chrétiens perpétré vers l'an 140 sur le mont Ararat par Shapur Ier, roi de Perse sur ordre de l'empereur romain Hadrien ou Antonin le Pieux, ou même selon d'autres sources Dioclétien.
Il donne d'abord l'impression d'une véritable fourmilière avec un mélange de personnages nus et de personnages habillés. Même le paysage, avec des arbres aux branches noueuses et une végétation de forêt primaire, est inhabituel chez Dürer. Au premier plan, l'artiste représente des crucifixions, décapitations ainsi qu'un homme brandissant une masse au dessus de sa victime. Le roi perse, représenté en sultan ottoman se trouve sur la droite à cheval. Plusieurs personnages portent des vêtements ottomans de couleur vive. À l'arrière plan, des hommes sont poussés d'une falaise et tombent sur des rochers et des buissons d'épines. D'autres victimes sont lapidées, égorgées ou battues à mort.
Deux personnages en noir au centre se détachent du contexte général. Dürer s'est représenté en compagnie d'un vieil homme, dont l'identité n'est pas certaine. Il pourrait s'agir de l'humaniste et poète Conrad Celtes mort en 1508 quelques mois avant la réalisation de ce travail et qui apparaît ici comme un témoin de la foi. Certains comme Joachim von Sandrart considèrent qu'il s'agit de Willibald Pirckheimer.
Sur un cartellino que Dürer tient au bout d'un bâton, le tableau est signé et daté : Iste faciebat an(n)o domini 1508 albert(us) dürer aleman(us). On voit aussi sur ce cartellino le monogramme de Dürer.

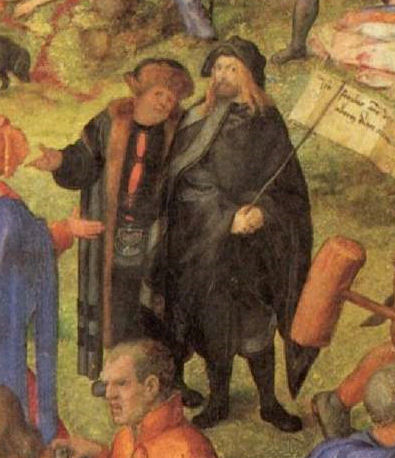
Dürer et Conrad Celtes.